# Opatija Maulbronn
Opatija Maulbronn (njemački: Kloster Maulbronn) je najbolje očuvani srednjovjekovni samostanski kompleks cistercita u Europi, ponajviše zbog opsežnog sustava vodoopskrbe, brojnih rezorvoara i kanala. Nalazi se na obronku grada Maulbronna u Njemačkoj pokrajini Baden-Württemberg, a od grada je odijeljen utvrdbenim zidovima. 
Samostan je osnovan 1147. godine pod nadležnošću prvog cistercitskog pape, Eugenija III. Glavna crkva je izgrađena u prijelaznom stilu između romanike i gotike, a posvetio ju je 1178. god. Arnold, biskup Speyera. Brojne druge građevine, poput: liječilišta, spavaonica, podruma, prijemne dvorane, trijema, južnog klaustra, dvorane, utvrde, menze, mlina i kapele, izgrađeni su tijekom 13. stoljeća. Zapadni, istočni i sjeverni klaustar su iz 14. stoljeća, poput i većine utvrda i fontane. 
Kada je izbila protestantska reformacija, vojvoda od Württemberga je okupirao samostan i 1504. god. u njemu izgradio svoju lovačku kuću s konjušnicom. Pola stoljeća kasnije, bivša opatija je predata na uporabu protestantskom sjemeništu, danas Evanđelističko sjemenište Maulbronna i Blaubeurena, u čijem je vlasništvu sve do danas. Protestanstski svećenici su prihvatili cistercitske građevine i nadogradili još neke prostorije.
Samostan je mjesto radnje u noveli Ispod kotača (Hermann Hesse), a na UNESCOv popis mjesta svjetske baštine u Europi upisan je 1993. god. Prikaz opatije Maulbronn će se naći na stražnjoj strani kovanice od €2 pokrajine Baden-Württemberg za Njemačku 2013. godine.  
- Maulbronnski klaustar
- Narteks opatijske crkve
- Opatijska crkva iznutra
- Oratorij iznutra
- Rajski portal